# Юрьево (Вологодская область)
Юрьево — деревня в Вологодском районе Вологодской области.
Входит в состав Лесковского сельского поселения, с точки зрения административно-территориального деления — в Лесковский сельсовет.
Расстояние по автодороге до районного центра Вологды — 16 км, до центра муниципального образования Лесково — 1 км. Ближайшие населённые пункты — Лесково, Починок, Водогино, Тимофеевское, Отрадное, Есиково, Еремеево.
По переписи 2002 года население — 11 человек.